# Эллиот, Чарльс Джилберт Джон Брайдон
Не следует путать с британским дипломатом Чарльзом Элиотом.
Сэр Чарльс Джилберт Джон Брайдон Эллиот (англ. Charles Elliot; 15 августа 1801, Дрезден — 9 сентября 1875[…], Уитиком Роли) — английский государственный деятель, адмирал Королевского военно-морского флота Великобритании; первый губернатор Гонконга; рыцарь-командор Ордена Бани.

## Биография
Чарльс Эллиот родился 15 августа 1801 году в саксонском городе Дрездене в многодетной семье британского дипломата Хуго Эллиота (1752—1830) и его жены Маргарет (в девичестве Джонс; англ. Margaret Jones; 1770—1819); у Чарльса было восемь братьев и сестёр.
26 марта 1815 года Эллиот добровольно поступил на службу в Королевский флот; служил на Средиземноморье и в 1816 году, в ходе Второй берберийской войны, принимал участие в бомбардировке Алжира.
В 1836 году он был назначен главным блюстителем английской торговли в Китае с местопребыванием в Кантоне и с правом судить всех живущих в Китае англичан. Китайские власти держали себя по отношению англичанам так враждебно, что в декабре 1837 года Эллиот перебрался в Макао.
Главным поводом к недовольству китайцев была торговля опиумом, который привозился в огромных количествах из Индии англичанами и превращал огромное количество людей в наркоманов. Китайское правительство, под угрозой страшных наказаний и громадных штрафов, запретило его курение и ввоз, но страсть брала верх над всем, а огромные барыши от торговли опиумом привели к увеличению контрабанды. В Кантон прибыл мандарин Линь Цзэсюй с чрезвычайными полномочиями и издал приказ о выдаче всех ящиков с опиумом (13 марта 1839 года). В Кантоне было собрано множество войск, которая окружили английские фактории, требуя выдачи всего опиума. Эллиот тщетно протестовал: китайцы лишь усилили строгость блокады. Чтобы избежать кровопролития Эллиот вынужден был 27 марта 1839 года потребовать от английских купцов выдачи всего oпиyма китайцам: 20283 ящика опиума на сумму около 4 миллионов фунтов стерлингов были выданы китайцам, которые сразу уничтожили наркотик.

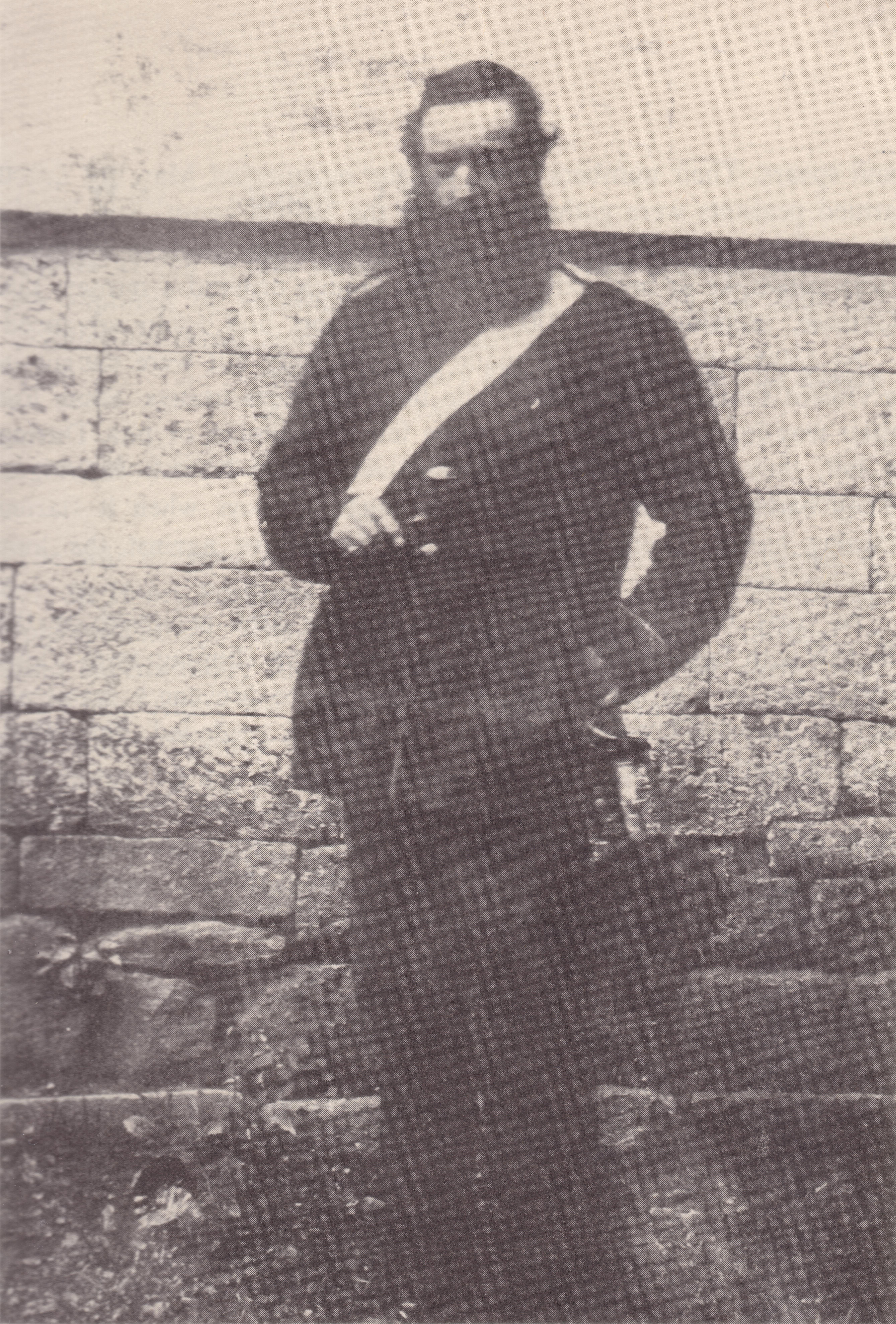
Чарльс Эллиот во время Первой опиумной войны

Когда один из китайцев был убит английскими матросами, англичанам было запрещено пребывание в Макао и они и удалились в Гонконг. Эллиот напоминал китайцам о веках мирной торговли между ними и англичанами, но напрасно: китайцы порвали всякие отношения с англичанами. Когда Эллиот, войдя в залив Хаолинг, начал забирать припасы, он встретил сопротивление и 7 сентября 1839 года при Чуенпи отбил нападение китайцев. 14 октября 1839 года Эллиот подписал с Лином мирную конвенцию, но она скоро была нарушена; Эллиот с 2 военными судами явился в Чуенпи с требованием удовлетворения, подвергся нападению, потопил 20 джонок, но не воспользовался своей победой.
В феврале 1840 года китайское войско двинулось на Макао, чтобы покончить с англичанами, но это им не удалось, точно так же, как и попытка 9 июня сжечь торговые суда англичан при помощи брандера. В это время английская эскадра вошла в устье Пеахо, грозя Тянь-цзину; двор в Пекине трепетал, ожидая появления англичан перед столицей, и обещал удовлетворить последних, если они отойдут в Кантон; Эллиот уговорил начальника эскадры уступить и удалиться в Кантон.

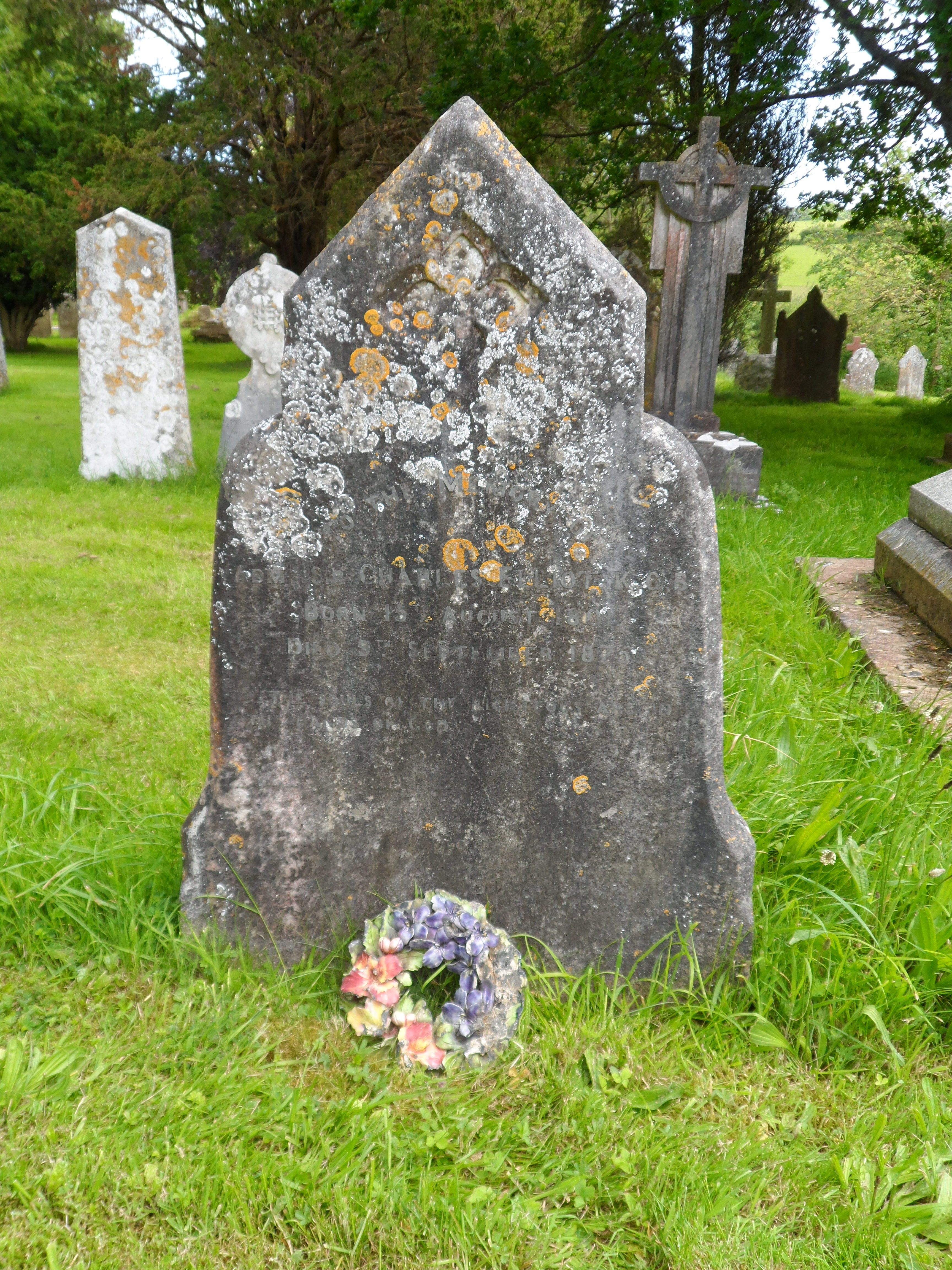
Могила сэра Эллиота

20 января 1841 года мандарин Кешен заключил с Эллиотом договор, по которому Китай уступал англичанам Гонконг и уплачивал в течение шести лет 5 миллионов долларов за убытки, а англичане возвратили Китаю Чусан; этот грабительский и унизительный договор не был утвержден в Пекине, вследствие чего англичане возобновили военные действия: Эллиот взял Вангтон, Анунгой и форты Бокка Тигрис, выгнал китайцев из Вампоа и уничтожил у них одно судно. 4 марта они очистили форт Гоуква, а 18 марта в фактории Кантона уже развевался британский флаг. Китайцы вновь попытались сжечь английские суда при помощи брандера; Эллиот приказал обстреливать Кантон и остановил штурм только тогда, когда китайские власти согласились на капитуляцию (27 мая), после чего английские войска удалились в Гонконг.
В июле того же года Эллиот был отозван из Китая, как «недостаточно энергичный» и назначен в Техас генеральным консулом.
С 1846 по 1854 год сэр Эллиот был губернатором Бермудских островов, в 1854—1856 гг. губернатором и командующим войсками на Тринидаде, а с 1863 по 1869 год губернатором острова Святой Елены.
Адмирал сэр Чарльс Джилберт Джон Брайдон Эллиот умер 9 сентября 1875 года в Уитиком Роли и был погрёбён в графстве Девон.
Во службы в Вест-Индии Эллиот встретил на острове Гаити Клару Женевьеву Виндзор (англ. Clara Genevieve Windsor; 1806–1885), где она родилась и выросла. Они поженились в 1828 году; в этом браке родились две дочери и три сына.